# Hypogeococcus mirabilis
Hypogeococcus mirabilis är en insektsart som först beskrevs av Charles Kimberlin Brain 1915.  Hypogeococcus mirabilis ingår i släktet Hypogeococcus och familjen ullsköldlöss. Inga underarter finns listade i Catalogue of Life.